# نيلس اولي بوك
نيلس اولي بوك (بالألمانية: Nils-Ole Book)‏ (17 ديسمبر 1986 ببيكوم في ألمانيا - ) هو لاعب كرة قدم ألماني في مركز الوسط. شارك مع منتخب ألمانيا تحت 21 سنة لكرة القدم. أما مع النوادي، فقد لعب مع روت فايس آهلن وفيهين فيسبادن ونادي دويسبورغ وأم أس في دويسبورغ II ‏.

## وصلات خارجية
- نيلس اولي بوك على موقع إي إس بي إن إف سي (الإنجليزية)
- نيلس اولي بوك على موقع قاعدة بيانات كرة القدم.إي يو (الإنجليزية)
- نيلس اولي بوك على موقع بيانات كرة القدم. دي إي (الألمانية)
- نيلس اولي بوك على موقع عالم كرة القدم.نت (الإنجليزية)